# Pedicularis kaufmannii
Pedicularis kaufmannii är en snyltrotsväxtart som beskrevs av Pinzger. Pedicularis kaufmannii ingår i släktet spiror, och familjen snyltrotsväxter. Inga underarter finns listade i Catalogue of Life.